# クニエダヤスエ
クニエダヤスエ（1932年2月15日 - 2011年3月20日）は、日本のテーブルコーディネーター。本名は邦枝恭江、父は作家の邦枝完二、姉に元女優、エッセイストの木村梢がいる。

## 来歴
東京都千代田区麹町出身。麹町幼稚園、麹町小学校で学び、後に神奈川県藤沢市鵠沼に転居。1954年文化学院デザイン科を卒業し、帽子デザイナーとして活躍する。1956年写真家の佐藤明と結婚、1978年テーブルコーディネーターに転身しパイオニアと呼ばれるようになった。また、1999年より経済産業省所管の任意団体TALKの一部であるTCS会員を務めている。
雑誌や広告、展示会やセミナーなどを通して、テーブルコーディネートというジャンルを広げるために活動、次世代の育成・啓発に力を注いだ。
2011年3月20日午後10時、急性心不全のため目黒区の自宅で死去した。79歳。

## 人物
ハーブ、キャンドル、ミニチュアなどにも造詣が深い。一時、夫・佐藤明の仕事の都合で渡米していた。佐藤は癌で他界し、その間に産まれた息子にも先立たれた。自身の著書やセミナーの中で夫の佐藤について度々触れている。

## 主な著作
- ウエディングドレス『装苑』第18巻第6号（1963年6月、文化出版局、邦枝恭江ほか、p.87-92）、doi:10.11501/2342113。
- 〈料理〉雨ふり弁当『装苑』第21巻第7号（1966年6月、文化出版局、邦枝恭江、p.142-143）、doi:10.11501/2342146。
- おしゃれな夜食ノート―美味とワクワク時間の作り方（1979年10月、1984年1月、じゃこめてい出版）
- エレガントな食卓ノート―おいしさの作り方と演出法（1980年12月、2000年、じゃこめてい出版）
- ドールハウスの世界―夢をクリエイトするミニチュア・ライフ（1981年5月、じゃこめてい出版）村上一昭（画）、つだ・哲（写真）。
- テーブル・コーディネーション―食卓を楽しむ（1981年6月、文化出版局）
- 暮らしのおしゃれをあなたに（1982年3月1日、じゃこめてい出版）
- クニエダヤスエのキッチンアイディアブック（1982年12月1日、講談社）
- 暮しを紡ぐ―きものの色合わせから台所のプランまで（1983年1月1日、じゃこめてい出版）
- クニエダヤスエのおもてなしブック（1983年1月、講談社）
- すてきな一日の時間割―「おはよう」から「おやすみ」までのプランニング（1983年1月1日、じゃこめてい出版）
- やさしいテーブルコーディネーション（1983年1月1日、文化出版局）
- 贈りもの・ラッピング（1983年10月1日、文化出版局）
- おしゃれな夜食ノート―美味とワクワク時間の作り方 (1984年1月1日、じゃこめてい出版)
- ナチュラルな生活づくり―自然の香り、季節の移りを楽しむノート（1985年3月2日、じゃこめてい出版）
- おしゃれ生活のプランニング（1986年5月1日、じゃこめてい出版、邦枝恭江名義）
- 暮らしのなかのハーブ（1986年5月1日、文化出版局、川久保和勇との共著）
- いま、普通の暮しがすてき―おとなの女たちへ（1988年7月1日、じゃこめてい出版）
- 季節のある暮らし―母から伝えられた12か月（1988年10月1日、文化出版局）
- TEA[茶]の本―おいしい入れ方とセッティング（1990年9月11日、じゃこめてい出版）
- 暮らしを楽しむテーブルコーディネーション（1990年12月1日、じゃこめてい出版）
- エンターテイニングテーブル（1991年12月1日、文化出版局、大江弘之・大江悠子との共著)
- プレート「皿」の本―テーブルコーディネーションの基本（1992年1月1日、じゃこめてい出版）
- 食卓のエッセンス（1992年10月1日、日本放送出版協会）
- キャンドルのある暮し（1992年11月1日、じゃこめてい出版）
- クニエダヤスエの暮しのアイディア103 : 楽しくすてきなプランニングをあなたに（1994年3月1日、じゃこめてい出版）、ISBN 4880432865、NCID BA31399702。
- クニエダヤスエ 和の食卓（1996年9月1日、日本放送出版協会、写真：佐藤明）ISBN 4140310758、NCID BN15230688。
- COLORS 暮らしの色あそび（1997/11/1、じゃこめてい出版、写真：佐藤明）
- リネンと暮らす（2001年12月1日、じゃこめてい出版）、ISBN 9784880433509、NCID BA82779143。
- 昔からある日本のすてき―和布と和紙にこだわって（2002年7月1日、文化出版局）
- シンプルに暮らす整理術―毎日をもっと素敵に!（2004年6月1日、大和書房）
  - シンプルに暮らす整理術（2009/11/10、大和書房〈だいわ文庫〉）
- クニエダヤスエのテーブル物語―始めも終わりもふたり卓―（2005年8月1日、じゃこめてい出版）、ISBN 4880433527、NCID BA73776745。
- 昭和モダンの器たち（2006年1月19日、平凡社、佐藤由紀子・泉麻人との共著)
- クニエダヤスエのすてきなひとり暮らし―わたしの時間の楽しみ方（2007年1月1日、大和書房）、ISBN 9784479781530、NCID BA84413641。
- クニエダヤスエの和食卓―基本の和食器ぞろえ―ひとり卓からおもてなしまで（2008年7月1日、じゃこめてい出版）、ISBN 9784880434056、NCID BA89396415。

## 関連図書
- ハヤシイヅミ（著）、フタガワアキコ（編）「クニエダヤスエの“粋”を贈る」『記念日のギフトアイデア』（1998、PARCO出版局〈Table styling series〉）、ISBN 4891941847、NCID BN15133444。
- 「クニエダヤスエさん『トムスサンドウィッチのレバーペースト』」『手みやげをひとつ : あの人の、究極のお取り寄せ』洋の巻（2008、マガジンハウス〈クロワッサン : ちゃんと役立つ実用の本〉）、ISBN 9784838719044、NCID BA87849406。